# École nationale supérieure de mécanique et d'aérotechnique
La École nationale supérieure de mécanique et d’aérotechnique (ENSMA) es una escuela de ingeniería francesa creada en 1948.
La ENSMA es una escuela privada que forma a ingenieros especializados en los ámbitos de la aeronáutica.
Situada en Chasseneuil-du-Poitou, la escuela se incorporó al Groupe ISAE.